# Jakobsdorf
Jakobsdorf es un municipio situado en el distrito de Pomerania Occidental-Rügen, en el estado federado de Mecklemburgo-Pomerania Occidental (Alemania), a una altitud de 5 metros. Su población a finales de 2016 era de 500 habs. y su densidad poblacional, 27 hab/km².